# Human Response Time
Mit Human Response Time ist der angenommene Schwellenwert des Menschen gemeint. Der Begriff findet insbesondere bei der Analyse bzw. dem Entwurf von Computernetzen Verwendung.
Man geht davon aus, dass der Mensch bei der Arbeit in einem Computernetzwerk eine Verzögerung von bis zu 100 ms üblicherweise nicht wahrnimmt. Diese Größe spielt eine besonders wichtige Rolle, bei der Benutzung von Server-Applikationen und bei Multimedia-Anwendungen, wie zum Beispiel der IP-Telefonie. Bei der IP-Telefonie gilt es, ein gutes Maß der Wiedergabe-Verzögerung zu finden, welche zur Jitter-Korrektur nötig ist, so dass der Anwender keine störende Verzögerung erkennt. Die Verzögerung würde sich dadurch bemerkbar machen, dass eine Erwiderung des Gesprächspartners stets auf sich warten ließe und so kein guter Gesprächsfluss entstehen würde.